# وليام فالانس دوغلاس هودج
وليام فالانس دوغلاس هودج (بالإنجليزية: William Vallance Douglas Hodge)‏ (17 يونيو 1903 - 7 يوليو 1975) هو رياضياتي اسكتلندي.

## ولادته وتعليمه
ولد هودج في إدنبرة عام 1903، ارتاد كلية جورج واتسون ودرس في جامعة إدنبرة ثم تخرج في عام 1923.